# Władysław Michalski
Władysław Michalski (ur. 15 czerwca?/27 czerwca 1892 w Rozdzielnej, zm. wiosną 1940 w Charkowie) – pułkownik dyplomowany piechoty Wojska Polskiego, ofiara zbrodni katyńskiej.

## Życiorys
W 1913 roku w Kijowie ukończył szkołę powszechną i gimnazjum z maturą. Potem zapisał się do szkoły wojskowej. W 1914 roku mianowany został podporucznikiem. Skierowany był na front w rejon Przemyśla. Po rewolucji lutowej i obaleniu caratu  agitował oficerów Polaków do wstępowania do I Korpusu Polskiego, sam znalazł się w jego szeregach w czerwcu 1917. Po rozwiązaniu korpusu w maju 1918 wyjechał do Kijowa, na terytorium Hetmanatu, gdzie nawiązał kontakt z Polską Organizacją Wojskową.
W styczniu 1919 przyjechał do Warszawy. Wstąpił do Wojska Polskiego. Przydzielony do 1 Dywizji Litewsko-Białoruskiej, tam pełnił funkcje sztabowe, był adiutantem, szefem oddziału organizacyjnego i operacyjnego. W 1919 roku awansowany do stopnia porucznika. Od 1 kwietnia 1920 roku był oficerem operacyjnym dowództwa Frontu Litewsko-Białoruskiego, szefem Sekcji Operacyjnej 4 Armii, potem służył w dowództwie Frontu gen. Szeptyckiego oraz w dowództwie Frontu Północno-Wschodniego.
Michalski szczególnie odznaczył się w krytycznych dniach maja 1920 roku, kiedy wysłany na front najpierw regulował na miejscu skierowanymi na prawe skrzydło 1 Armii transportami 6 Dywizji Piechoty. Dzięki jego energii transporty przyszły na czas. Później zaś, aż do przybycia Dowództwa Dywizji, jako szef sztabu oddziałów tejże dywizji znajdujących się już na miejscu, prowadził je w najkrytyczniejszych sytuacjach do zwycięskich walk. To, że lewe skrzydło 1 Armii, a przez to i całego Frontu zostało zatrzymane, należy przypisać energii i dzielnej pracy por. Michalskiego. Za czyny te odznaczony został orderem Virtuti Militari.
W grudniu 1920 roku awansował do stopnia kapitana. Pełnił służbę jako oficer sztabu w Naczelnym Dowództwie, Naczelnej Komendzie Powstania Górnośląskiego oraz w Inspektoracie Armii Nr 4 na stanowisku 2 referenta. We wrześniu 1923 został przydzielony ze stanowiska szefa sztabu 27 Dywizji Piechoty w Kowlu do Oddziału IV Sztabu Generalnego. W styczniu 1924 został ponownie przydzielony do 27 Dywizji Piechoty na stanowisko szefa sztabu. 31 marca 1924 roku awansował do stopnia majora ze starszeństwem z dniem 1 lipca 1923 roku i 108. lokatą w korpusie oficerów piechoty. W latach 1924–1925 był słuchaczem Kursu Doszkolenia Wyższej Szkoły Wojennej w Warszawie. Z dniem 15 października 1925 roku, po ukończeniu kursu i uzyskaniu dyplomu oficera Sztabu Generalnego, przeniesiony został do 50 pułku piechoty na stanowisko dowódcy II batalionu, potem zastępca dowódcy pułku. 28 lutego 1927 roku został przydzielony do dowództwa 29 Dywizji Piechoty w Grodnie na stanowisko szefa sztabu. 6 lipca 1929 roku został przeniesiony do Korpusu Ochrony Pogranicza na stanowisko dowódcy batalionu KOP „Stołpce”. Z dniem 1 stycznia w 1931 roku awansował do stopnia podpułkownika. W tym samym miesiącu wyznaczony został stanowisko zastępcy dowódcy 22 pułku piechoty w Siedlcach. W 1936 objął dowództwo 86 pułku piechoty. W 1938 awansowany do stopnia pułkownika. W 1939 pełnił służbę w Dowództwie Okręgu Korpusu Nr II w Lublinie na stanowisku kwatermistrza.
Po agresji ZSRR na Polskę  wzięty wraz z gen. Mieczysławem Smorawińskim do niewoli sowieckiej i przewieziony do obozu w Starobielsku. Wiosną 1940 został zamordowany w Charkowie przez funkcjonariuszy NKWD i pogrzebany w Piatichatkach, gdzie od 17 czerwca 2000 mieści się oficjalnie Cmentarz Ofiar Totalitaryzmu w Charkowie.
Postanowieniem nr 112-48-07 Prezydenta Rzeczypospolitej Polskiej Lecha Kaczyńskiego z 5 października 2007 został awansowany pośmiertnie do stopnia generała brygady. Awans został ogłoszony 9 listopada 2007 w Warszawie, w trakcie uroczystości „Katyń Pamiętamy – Uczcijmy Pamięć Bohaterów”.

## Ordery i odznaczenia
- Krzyż Srebrny Orderu Virtuti Militari nr 5007 (1922)[13]
- Krzyż Walecznych (1921)[14]
- Złoty Krzyż Zasługi (19 marca 1935)[15]
- Medal Niepodległości (13 września 1933)[16]
- Srebrny Krzyż Zasługi (2 marca 1925)[17]
- Medal Pamiątkowy za Wojnę 1918–1921
- Medal Dziesięciolecia Odzyskanej Niepodległości
- Medal Zwycięstwa (Médaille Interalliée)[18]